# San Martín Ahuatepec
San Martín Ahuatepec är en ort i kommunen Otumba i delstaten Mexiko i Mexiko. Samhället hade 1 569 invånare vid folkräkningen år 2020.